# Ben (Familienname)
Ben ist ein Familienname oder Namensteil folgender Personen.

## Namensträger
- Abdelaziz Ben Tifour (1927–1970), französisch-algerischer Fußballspieler
- Abdelkarim Ben Zahra (* 1998), marokkanischer Leichtathlet
- Abdelkader Ben Bouali (1912–1997), algerisch-französischer Fußballspieler
- Abderraouf Ben Samir (* 1953), tunesischer Handballspieler
- Adrián Ben (* 1998), spanischer Leichtathlet
- Adam Ben-Tuvia (1919–1999), israelischer Meeresbiologe und Ichthyologe
- Ali Ben Ayed (1930–1972), tunesischer Film- und Theaterschauspieler sowie Regisseur
- Amar Ben Belgacem (1979–2010), französisch-tunesischer Maler
- Amira Ben Amor (* 1985), tunesische Marathonläuferin
- Amit Ben-Shushan (* 1985), israelischer Fußballspieler
- Amnon Ben-Tor (1935–2023), israelischer Biblischer Archäologe
- Änis Ben-Hatira (* 1988), tunesisch-deutscher Fußballspieler
- Ari Ben-Menashe (* 1951), israelisch-kanadischer Geschäftsmann, Sicherheitsberater und Autor
- Arlette Ben Hamo (* 1930), französische Leichtathletin
- Asher Ben-Natan (1921–2014), israelischer Diplomat
- Avi Ben-Simhon (* 1947), israelischer Maler
- Avraham Ben Yitzhak (1883–1950), österreichisch-israelischer Dichter und Literaturkritiker
- Ayman Ben Hassine (* 1980), tunesischer Radrennfahrer
- Ayoub Ben Nouri, marokkanischer Hürdenläufer
- Bechir Ben Saïd (* 1992), tunesischer Fußballtorhüter
- Ben Asai, jüdischer Gelehrter
- Ben Bag Bag, jüdischer Gelehrter
- Ben Soma, jüdischer Gelehrter
- Benjamin Ben-Eliezer (1936–2016), israelischer General und Politiker
- Chamina Ben Mohamed, Politikerin in den Komoren
- Chaouki Ben Saada (* 1984), tunesischer Fußballspieler
- Cheryl Ben Tov (* 1960), US-amerikanische Immobilienmaklerin und israelische Agentin
- Dan Ben-Amotz (1924–1989), israelischer Autor, Journalist und Radiomoderator
- Daniela A. Ben Said (* 1974), deutsche Autorin, Vortragsrednerin und Unternehmensberaterin
- Daniele Del Ben (1962–1995), italienischer Radrennfahrer
- David Ben Dayan (* 1978), israelischer Fußballspieler
- David Ben-Gurion (1886–1973), israelischer Politiker
- David Ben-Zvi (* 1974), US-amerikanischer Mathematiker
- David Koffi Ben (* 1989), kamerunischer Fußballspieler
- Donia Ben-Jemia (* 1979), deutsche Schauspielerin
- Eden Ben Zaken (* 1994), israelische Musikerin und Sängerin
- El Hedi ben Salem (1935–1977), tunesischer Schauspieler
- Eli Ben-Dahan (* 1954), israelischer Politiker
- Eli Ben-Menachem (* 1947), israelischer Politiker
- Eliahu Ben-Elissar (1932–2000), israelischer Politiker und Diplomat
- Eliashiv Ben-Horin (1921–1990), israelischer Diplomat
- Eliezer Ben-Jehuda (1858–1922), russisch-palästinensischer Journalist und Autor
- Elieser Ben Naphtali Herz Treves (1498–1567), deutscher Rabbiner, Gelehrter und Drucker
- Eyal Ben-Reuven (* 1954), israelischer Politiker und General
- Farhat Ben Tanfous, tunesischer Bürgermeister und deutscher Honorarkonsul auf Djerba
- Farouk Ben Mustapha (* 1989), tunesischer Fußballtorhüter
- Feryel Ben Hassen (* 2004), tunesische Tennisspielerin
- Firas Ben Larbi (* 1996), tunesischer Fußballspieler
- Gérard Ben Arous (* 1957), französischer Mathematiker
- Guy Ben-Ner (* 1969), israelischer Videokünstler
- Hadassa Ben-Itto (1926–2018), israelische Juristin, Diplomatin und Autorin
- Hagar Ben-Ari (* 1978/1979), israelische Bassistin
- Haim Hillel Ben-Sasson (1914–1977), israelischer Historiker
- Hamada Ben Amor, tunesischer Rapper
- Hanaa Ben Abdesslem (* 1986), tunesisches Model
- Hanina Ben-Menahem, israelischer Hochschullehrer für Jüdisches Recht
- Hassen Ben Nasser (* 1986), tunesischer Radrennfahrer
- Helen van der Ben (* 1964), niederländische Hockeyspielerin
- Ilan Ben-Dov (* 1959), israelischer Diplomat
- Irene Aue-Ben-David (* 1972), deutsch-israelische Historikerin
- Isaac Ben-Israel (* 1949), israelischer Generalmajor, Militärtheoretiker, Sicherheitsberater und Politiker (Kadima)
- Isaac Ben Jacob (1801–1863), russischer Publizist und Autor
- Itamar Ben-Gvir (* 1976), israelischer Politiker und Rechtsanwalt
- Itzhak Ben David (1931–2007), israelischer Radrennfahrer
- Jacob Ben-Sira (1927–2016), israelischer Schauspieler und Unterhaltungskünstler
- Jakob Ben-Jesri (1927–2018), israelischer Politiker
- James Ben († 1332), schottischer Geistlicher und Diplomat
- Jitzhak Ben-Ari (1924–2004), israelischer Diplomat
- Jizchak Ben Zwi (1884–1963), israelischer Historiker und Politiker
- Johai Ben-Nun (1924–1994), israelischer General
- Jorge Ben Jor (* 1945), brasilianischer Popmusiker
- Joseph ben David Leipnik (Joseph Ben David of Leipnik; Yosef ben David mi-Laipnik und Varianten; vor 1731 bis nach 1740), aus dem jüdischen Kulturkreis stammender Schriftgelehrter, Künstler, Buchmaler, Verleger und Schreiber
- Joseph Ben-David (Soziologe) (1920–1986), israelischer Soziologe ungarischer Herkunft
- Kaouther Ben Hania (* 1977), tunesische Filmregisseurin und Drehbuchautorin
- Karma Ben Johanan, israelische Historikerin
- Kevin Ben (* 1994), Schweizer Fußballspieler
- Kingsley Ben-Adir, britischer Film- und Theaterschauspieler
- Lakhdar Ben Tobbal (1923–2010), algerischer Offizier und Politiker
- Larbi Ben Barek (1914–1992), marokkanischer und französischer Fußballspieler
- Larbi Ben M'hidi (1923–1957), algerischer politischer Führer
- Latifa Ben Mansour (* 1950), algerische Schriftstellerin und Sprachwissenschaftlerin
- Leïla Ben Ali (* 1956), tunesische Ehefrau des Präsidenten Zine el-Abidine Ben Ali
- Lina Ben Mhenni (1983–2020), tunesische Linguistin und Bloggerin
- Lisa Ben (1921–2015), US-amerikanische Autorin und LSBTI-Aktivistin
- Louda Ben Salah-Cazanas (* 1988), französischer Filmregisseur und Drehbuchautor
- Mehdi Ben Slimane (* 1974), tunesischer Fußballspieler
- Meirav Ben-Ari (* 1975), israelische Politikerin
- Menachem Ben-Sasson (* 1951), israelischer Historiker und Politiker
- Michael Ben-Ari (* 1963), israelischer Politiker
- Michael Ben David (* 1995), israelischer Sänger
- Miri Ben-Ari (* 1978), israelische Violinistin
- Miriam Ben-Peretz (1927–2020), israelische Pädagogin
- Miriam Ben-Porat (1918–2012), israelische Richterin
- Moez Ben Cherifia (* 1991), tunesischer Fußballtorhüter
- Mohamed Ben Attia (* 1976), tunesischer Filmregisseur und Drehbuchautor
- Mohamed Ali Ben Romdhane (* 1999), tunesischer Fußballspieler
- Moncef Ben Abdallah (* 1946), tunesischer Politiker und Diplomat
- Mordechai Ben-Ari, Hochschullehrer und Autor
- Mordechai Ben David (* 1951), Musiker des orthodoxen Judentums
- Mosch Ben-Ari (* 1970), israelischer Sänger
- Moscheh Ya’akov Ben-Gavriêl (1891–1965), österreichischer und israelischer Schriftsteller und Publizist
- Mustafa Ben Jaafar (* 1940), tunesischer Politiker (MDS)
- Moti Ben-Moshe (* 1975), israelischer Geschäftsmann
- Nachman Ben-Yehuda (* 1948), israelischer Soziologe
- Nassim Ben Iman, freikirchlicher Prediger und bekannter Konvertit
- Nassim Ben Khalifa (* 1992), schweizerisch-tunesischer Fußballspieler
- Nelly Ben-Or (* 1933), polnisch-jüdische Pianistin und Musikpädagogin
- Newton Ben Katanha (* 1983), simbabwischer Fußballspieler
- Nizar Ben Nasra (* 1987), tunesisch-österreichischer Fußballspieler
- Noa Ben-Gur, österreichische Songwriterin
- Ortal Ben-Shoshan (* 1987), israelische Schauspielerin
- Oualid Ben-Amor (* 1976), tunesischer Handballspieler
- Pablo Ben Yakov (* 1986), deutscher Schauspieler und Regisseur
- Paul Ben-Haim (1897–1984), israelischer Komponist
- Paul Ben-Victor (* 1965), amerikanischer Schauspieler
- Rachel Janait Ben-Zvi (1886–1979), israelische Autorin
- Rafik Ben Amor (* 1952), tunesischer Volleyballspieler
- Raouf Ben Amor, tunesischer Film- und Theaterschauspieler sowie Filmproduzent
- Raschid Ben Ali (* 1978), niederländischer Maler
- Rivka Basman Ben-Hayim (1925–2023), litauisch-israelische Lyrikerin
- Ron Ben-Yishai (* 1943), israelischer Journalist
- Roni Ben-Hur (* 1962), israelischer Jazzmusiker
- Saar Ben Yosef (* 1968), israelischer Schauspieler, Regisseur und Theaterlehrer
- Saïd Ben Boina (* 1983), komorisch-französischer Fußballspieler
- Saïd Ben Saïd (* 1966), tunesisch-französischer Filmproduzent
- Salaheddine Ben Yazide (* 2003), marokkanischer Hindernisläufer
- Salim Ben Ali († 2002), komorischer Politiker
- Salim Ben Seghir (* 2003), französisch-marokkanischer Fußballspieler
- Samy Ben-Youb, französischer Schauspieler
- Samuel ben Meir, genannt Raschbam (* um 1085,  † um 1174), jüdischer Kommentator von Tanach und Talmud
- Schalom Ben-Chorin (1913–1999), deutsch-israelischer Journalist und Religionswissenschaftler
- Schlomo Ben Ami (* 1943), israelischer Historiker, Diplomat und Politiker
- Schlomo Jisra’el Ben Me’ir (1910–1971), israelischer Rechtsanwalt, Rabbiner und Politiker
- Serhane Ben Abdelmajid (1968–2004), tunesischer mutmaßlicher Terrorist
- Shimon Ben-Shlomo (* 1942), israelischer Politiker der Schas-Partei
- Shmuel Ben-Artzi (1914–2011), israelischer Schriftsteller
- Sivan Ben Yishai (* 1978), deutsch-israelische Dramatikerin und Theaterregisseurin
- Steve Ben Israel (1938–2012), US-amerikanischer Schauspieler
- Tal Ben Haim (Fußballspieler, 1982) (* 1982), israelischer Fußballspieler
- Tovia Ben-Chorin (1936–2022), deutsch-israelischer Rabbiner
- Wassila Ben Ammar (1912–1999), tunesische First Lady
- Wissem Ben Yahia (* 1984), tunesischer Fußballspieler
- Yadh Ben Achour (* 1945), tunesischer Rechtswissenschaftler und Politiker
- Yassin Ben Balla (* 1996), französischer Fußballspieler
- Yehuda Ben-Haim (1955–2012), israelischer Boxer
- Yehuda Ben-Meir (1939–2025), israelischer Politiker, Psychologe und Rechtsanwalt
- Yoav Ben-Tzur (* 1958), israelischer Politiker
- Yoram Ben-Zeev (* 1944), israelischer Diplomat
- Zaida Ben-Yusuf (1869–1933), US-amerikanische Fotografin
- Zehava Ben (* 1968), israelische Sängerin
- Zine el-Abidine Ben Ali (1936–2019), tunesischer Politiker, Präsident 1987 bis 2011